# Ancienne synagogue de Kőbánya
L'Ancienne synagogue de Kőbánya (en hongrois : Volt kőbányai zsinagóga) était une synagogue de Budapest, située dans le 10e arrondissement, dans le quartier d'Óhegy. En fonctionnement jusqu'en 1964, elle accueille désormais le culte d'une église pentecôtiste dénommée église de tous (mindenki temploma).